# 范賁
范賁（3世紀？—349年），中國十六國初期東晉境內蜀地（今中國四川省）的民變領袖之一，是成漢丞相范長生之子。曾任成漢的侍中一職，318年范長生去世後，接任丞相。
范長生博學多聞，年近百歲才去世，而被蜀地之人敬若神明。347年，成漢被東晉所滅，成漢將領邓定、隗文等人因此推范賁為帝，根據史書記載，范賁「以妖異惑眾」，因此蜀地很多人歸附。
349年，東晉益州刺史周撫、龍驤將軍朱燾攻擊范賁，范賁被殺，遂平定益州。